# João Perneta
João David Perneta (Curitiba, 1874 — Curitiba, 3 de setembro de 1933) foi um político brasileiro.
Foi interventor federal interino no Paraná, de 29 de dezembro de 1931 a 30 de janeiro de 1932.